# Patrick Sharp
Patrick John Sharp (* 27. Dezember 1981 in Thunder Bay, Ontario) ist ein ehemaliger kanadischer Eishockeyspieler. Der linke Flügelstürmer absolvierte zwischen 2002 und 2018 über 1000 Spiele für die Philadelphia Flyers, Chicago Blackhawks und Dallas Stars in der National Hockey League. Den Großteil seiner Karriere verbrachte er in Chicago und gewann mit den Blackhawks 2009, 2013 und 2015 den Stanley Cup. Mit der kanadischen Nationalmannschaft errang Sharp bei den Olympischen Winterspielen 2014 die Goldmedaille sowie eine Silbermedaille bei der Weltmeisterschaft 2008.

## Karriere

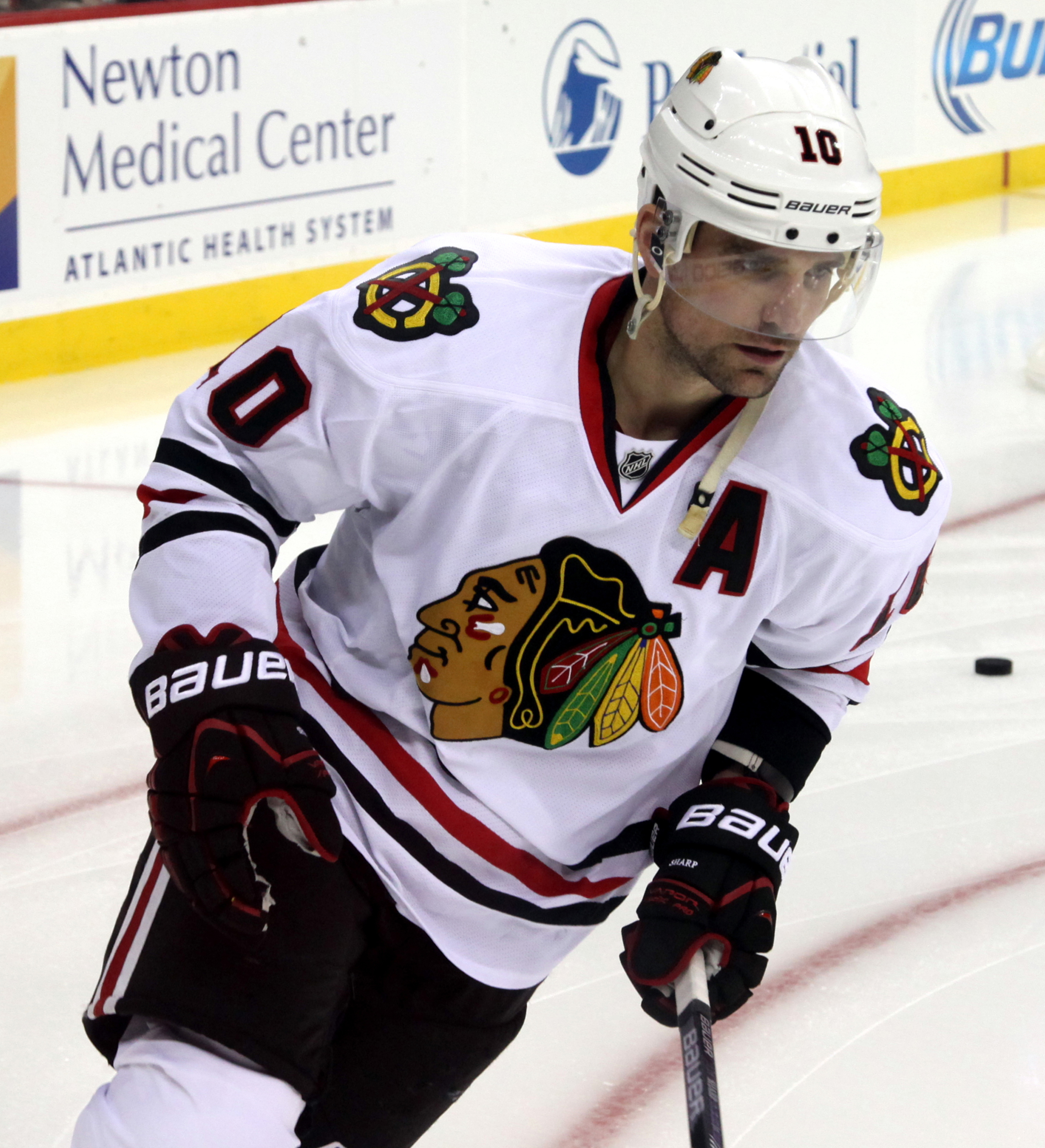
Sharp im Trikot der Blackhawks (2014)

Patrick Sharp begann seine Karriere in seiner Heimatstadt bei den Thunder Bay Flyers in der United States Hockey League. Anschließend setzte er seine Karriere an der University of Vermont fort. Beim NHL Entry Draft 2001 wurde er von den Philadelphia Flyers in der dritten Runde als insgesamt 95. Spieler ausgewählt.
In den Jahren 2003 bis 2005 spielte er immer wieder sowohl für die Flyers als auch für deren Farmteam aus der American Hockey League, den Philadelphia Phantoms. Sharp hatte mit 23 Toren und 29 Assists in 75 Spielen maßgeblichen Anteil am Calder-Cup-Gewinn der Phantoms im Spieljahr 2004/05.
Zusammen mit Éric Meloche wurde er am 5. Dezember 2005 für Matt Ellison zu den Chicago Blackhawks transferiert. Am 17. Januar 2008 unterzeichnete Sharp einen Vierjahresvertrag bis zum Ende der Saison 2012/13.
Am 8. Oktober 2008 wurde Sharp zusammen mit Duncan Keith zum Assistenzkapitän ernannt. In den Saisons 2009/10, 2012/13 und 2014/15 gewann er mit den Chicago Blackhawks den Stanley Cup.
Nach insgesamt zehn Jahren und drei Stanley-Cup-Erfolgen wurde er im Juli 2015 zusammen mit Stephen Johns an die Dallas Stars abgegeben; im Gegenzug erhielten die Blackhawks Trevor Daley und Ryan Garbutt. Sharp verblieb zwei Spielzeiten bei den Texanern, ehe er im Juli 2017 als Free Agent einen Einjahresvertrag bei seinem Ex-Klub aus Chicago unterzeichnete.
Nach der Saison 2017/18 erklärte Sharp seine aktive Karriere für beendet. Insgesamt hatte er in 1081 NHL-Spielen 707 Scorerpunkte erzielt.

### International
Bei der WM 2008 gab der Stürmer sein Debüt für Kanada, ausgerechnet bei den ersten Welttitelkämpfen, die überhaupt im „Mutterland des Eishockey“ stattfanden. 2014 wurde er mit der kanadischen Nationalmannschaft Olympiasieger.

## Erfolge und Auszeichnungen
| - 2001 ECAC All-Rookie Team - 2005 Teilnahme am AHL All-Star Classic - 2005 Calder-Cup-Gewinn mit den Philadelphia Phantoms - 2010 Stanley-Cup-Gewinn mit den Chicago Blackhawks | - 2011 Teilnahme am NHL All-Star Game - 2011 Most Valuable Player des NHL All-Star Game - 2013 Stanley-Cup-Gewinn mit den Chicago Blackhawks - 2015 Stanley-Cup-Gewinn mit den Chicago Blackhawks |

### International
- 2008 Silbermedaille bei der Weltmeisterschaft
- 2014 Goldmedaille bei den Olympischen Winterspielen

## Karrierestatistik

### International
Vertrat Kanada bei:
- Weltmeisterschaft 2008
- Weltmeisterschaft 2012
- Olympischen Winterspielen 2014

(Legende zur Spielerstatistik: Sp oder GP = absolvierte Spiele; T oder G = erzielte Tore; V oder A = erzielte Assists; Pkt oder Pts = erzielte Scorerpunkte; SM oder PIM = erhaltene Strafminuten; +/− = Plus/Minus-Bilanz; PP = erzielte Überzahltore; SH = erzielte Unterzahltore; GW = erzielte Siegtore; 1 Play-downs/Relegation; Kursiv: Statistik nicht vollständig)